# Lavours

Lavours este o comună în departamentul Ain din estul Franței.